# Scheibel József
Scheibel József (? – ?) kétszeres magyar bajnok labdarúgó, csatár.

## Pályafutása
1903 és 1907 között 19 mérkőzésen szerepelt az FTC-ben, amelyből 14 bajnoki és 5 hazai díjmérkőzés volt. Egy bajnoki gólt szerzett. Kétszeres magyar bajnok és egyszeres Ezüstlabda-győztes volt a csapattal.

## Sikerei, díjai
- Magyar bajnokság
  - bajnok: 1903, 1905
  - 2.: 1904, 1907–08
- Ezüstlabda
  - győztes: 1903